# Euproctis xylina
Euproctis xylina är en fjärilsart som beskrevs av Swinhoe 1903. Euproctis xylina ingår i släktet Euproctis och familjen tofsspinnare. Inga underarter finns listade i Catalogue of Life.